# Jacked: The Outlaw Story of Grand Theft Auto
Jacked: The Outlaw Story of Grand Theft Auto — книга Дэвида Кушнера 2012 года, которая описывает историю Grand Theft Auto и её основателей Сэма Хаузера и Дэна Хаузера. В ней описаны некоторые противоречия, через которые прошла игра, такие как перепалки с Джеком Томпсоном, его постоянные попытки преодолеть социальные ограничения и попытка скрыть мод Hot Coffee при выпуске GTA: San Andreas.

## Отзывы
The Washington Post пишет, что «Дэвид Кушнер пытается пролить свет на студию, но его успех ограничен затворничеством Rockstar». Они также отмечают «параллели между этой разрушительной компанией и антигероями, изображенными в её играх».